# Llom de porc

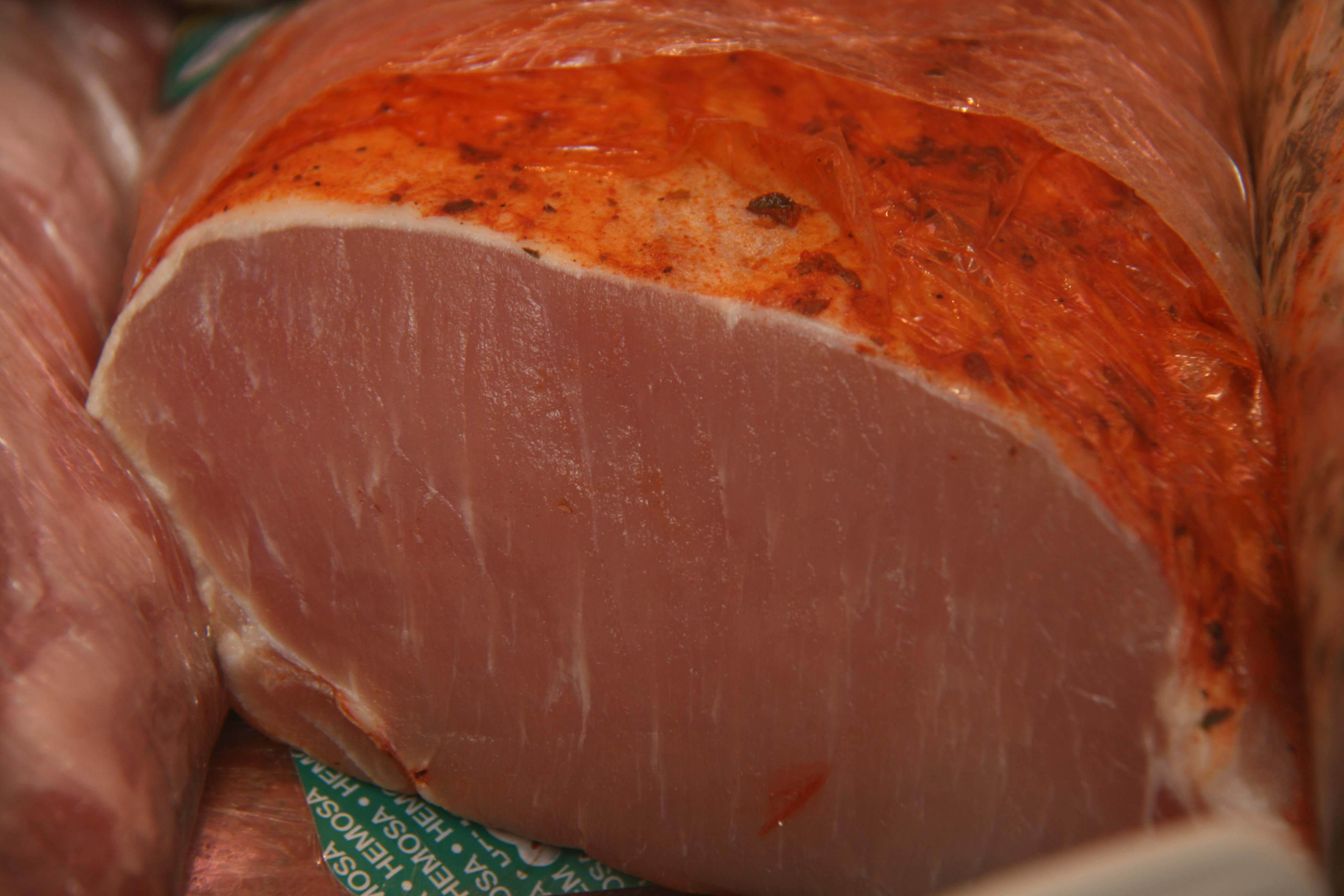
Tall d'un llom en adob.

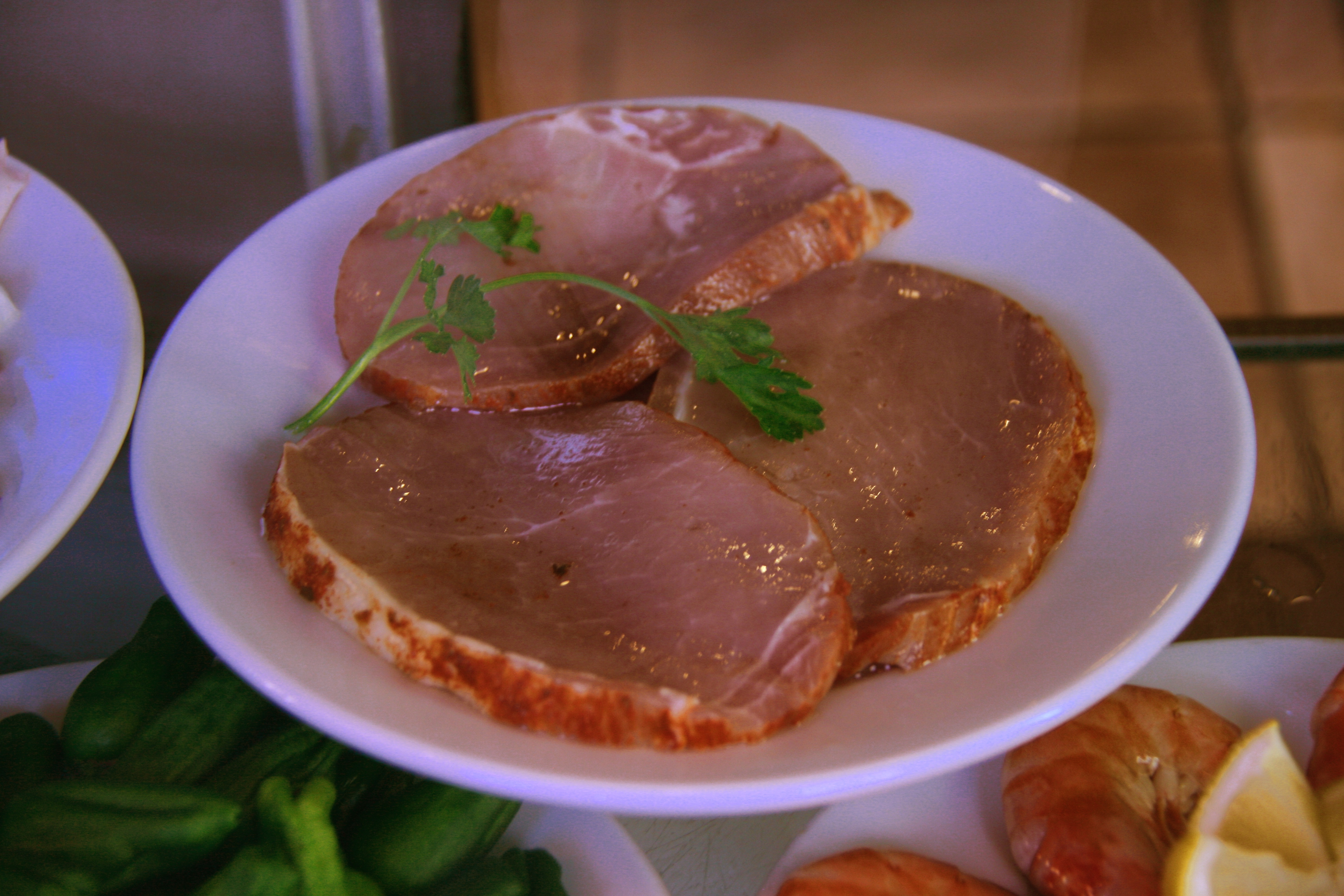
Filets de llom cru.

El llom de porc, llom (sense complement), llomello, llomell o llomillo és constituït per cadascuna de les dues peces de la carn del porc situades a banda i banda de l'espinada i sota les costelles de l'animal. Després de l'especejament sol tenir una forma cilíndrica. És freqüent preparar-lo assecat a l'aire o en adob (llom en adob). També és freqüent prendre'l en forma d'entrepà.

## Preparacions culinàries

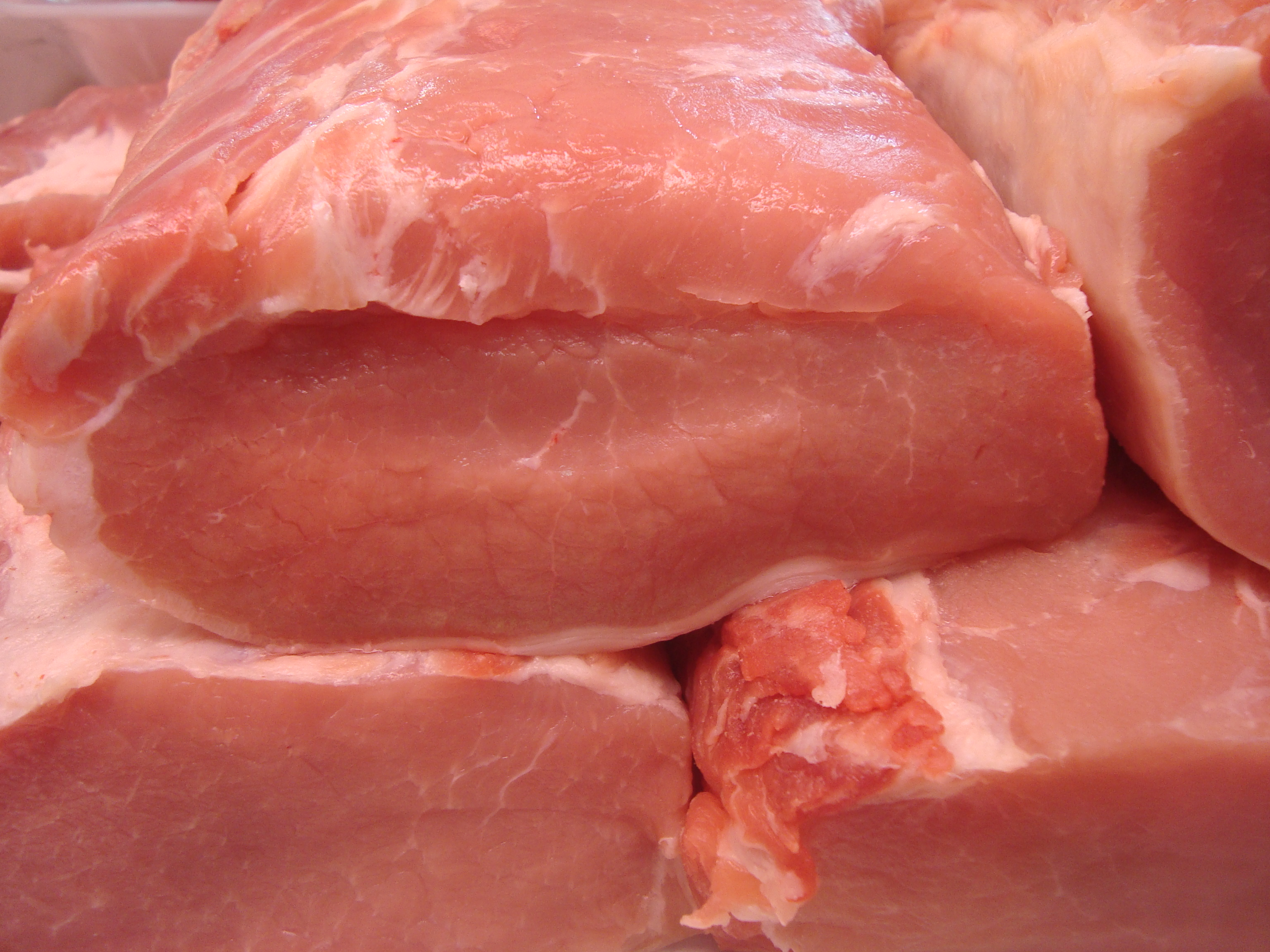
Cinta de llom fresc de porc.

El llom sol preparar-se fregit o a la planxa. Es habitual acompanyar-lo de patates fregides com a guarnició. També és freqüent el llom adobat i l'entrepà de llom, o fins-i-tot el llom amb farciment de verdures. Una de les preparacions més habituals és l'empapussat, és a dir, llom assecat a l'aire. El llom empapussat, o cecina de llom, sol tallar-se en fines rodanxes i servir-se en tapes o en entrepans. També es pot fregir a la paella amb all o a la planxa i a la graella, o en guisats.

## Estudis
Durant l'any 2006, van sortir a la llum diversos estudis positius respecte a la carn de porc. Segons el Consell Mexicà de Porcicultura, per exemple, el greix i el colesterol han disminuït en els porcs moderns, com a conseqüència de la feina de millora dels tècnics i dels criadors. De 1980 a l'actualitat, el porc ha perdut un 31% del seu nivell de greix; un 14% de les seves calories i 10% del colesterol, gràcies als avanços en la genètica.
L'exquisit sabor del llom, el seu ric contingut en nutrients i la baixa proporció comparativa en greix, calories i colesterol, el fan un bon aliment. El llom de porc és, després del rellom, una de les parts de l'animal amb més proteïnes i menys greixos, encara que cal tenir en compte la manera de cuinar-ho. Com tota la carn provinent del porc, cal servir-la sempre ben cuita atès que pot albergar paràsits, com la triquina, que només es destrueixen amb la calor.